# Suxian Hill
 (mars 2013).
Améliorez-le ou discutez des points à vérifier. 
Suxian Hill se situe en Chine, à 2 kilomètres à l'est de Chenzhou, Hunan.
Il a une aire de 15 kilomètres carrés.
Il y a beaucoup de légendes locales reliées à cet endroit.
Le Suxian Temple en haut de la pente est l'attraction principale.